# جیمز پی. الیسن
جیمز پی. الیسن (انگلیسی: James P. Allison؛ زادهٔ ۷ اوت ۱۹۴۸) یک دانشمند در زمینه ایمنی‌شناسی اهل ایالات متحده آمریکا است. وی استاد تمام، رئیس دپارتمان ایمنی‌شناسی و مدیر اجرایی بخش ایمنی‌درمانی مرکز سرطان ام.دی. اندرسون دانشگاه تگزاس است. یافته‌های او منجر به تولید درمان‌های جدید ضدسرطان برای برخی از انواعِ کشندهٔ این بیماری شده‌است. او همچنین رئیس «مؤسسهٔ پژوهش سرطان» (CRI) در دانشگاه کالیفرنیا، برکلی و عضو شورای مشورتی آن است. وی به دلیل کشفیاتش در زمینه مبارزه با سرطان به همراه تاسوکو هونجو برنده جایزه نوبل فیزیولوژی و پزشکی سال ۲۰۱۸ شد.
علاقه‌مندیِ علمی او طی سالیان متمادی، چگونگی فعال‌شدن و تکامل لنفوسیت‌های تی و همچنین ایجاد و گسترش شیوه‌های نوین ایمنی‌درمانی تومورها بوده‌است. وی نخستین کسی است کمپلکس پروتئینی گیرندهٔ آنتی‌ژن و لنفوسیت تی را جداسازی کرد.

## زندگی حرفه‌ای
الیسن نخست در سال ۱۹۶۹ میلادی در رشتهٔ میکروبیولوژی لیسانس گرفت. سپس موفق شد مدرک دکترای خود را در رشتهٔ زیست‌شناسی از دانشگاه تگزاس در آستین دریافت کند و در این دانشگاه از شاگردان «جی. بری کیتو» بود. وی در سال ۱۹۸۵ میلادی استاد ایمنی‌شناسی و رئیس «مؤسسهٔ پژوهش سرطان» در دانشگاه کالیفرنیا، برکلی شد و سپس در سال ۲۰۰۴ به مرکز سرطان مموریال اسلون–کترینگ در شهر نیویورک رفت و رئیس «مرکز ایمونوتراپی سرطان لودویگ»، رئیس بخش آموزش ایمونولوژی، مدیر بخش مطالعات ایمونولوژی و ایمونولوژیست ویزیت‌کنندهٔ بیماران در این مرکز شد. او همچنین تا سال ۲۰۱۲ میلادی، پژوهش‌گرِ مؤسسه پزشکی هاورد هیوز (HHMI) بود تا سرانجام در همان سال، به مرکز سرطان ام.دی. اندرسون دانشگاه تگزاس پیوست و از آن هنگام، رئیس دپارتمان ایمنی‌شناسی آن مرکز بوده‌است.

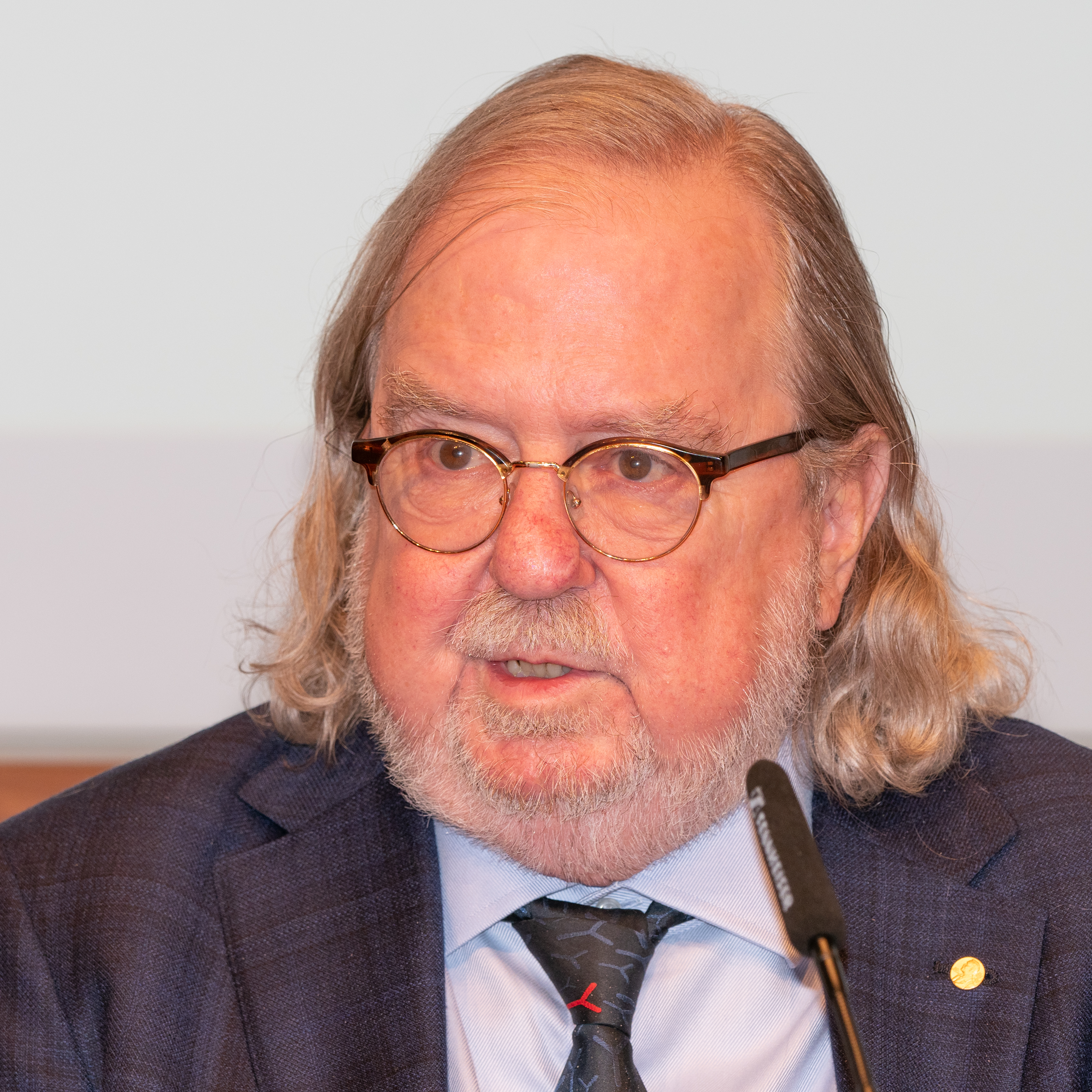
الیسن در سال ۲۰۱۸

او عضو آکادمی ملی علوم، آکادمی ملی پزشکی، انجمن میکروبیولوژی آمریکا، انجمن پیشبرد علوم آمریکا، رئیس مؤسسهٔ پژوهش سرطان و عضو شورای مشورتی آن است. پیش از آن، وی ریاست انجمن ایمونولوژیست‌های آمریکا را نیز به‌عهده داشت.

## زندگی شخصی

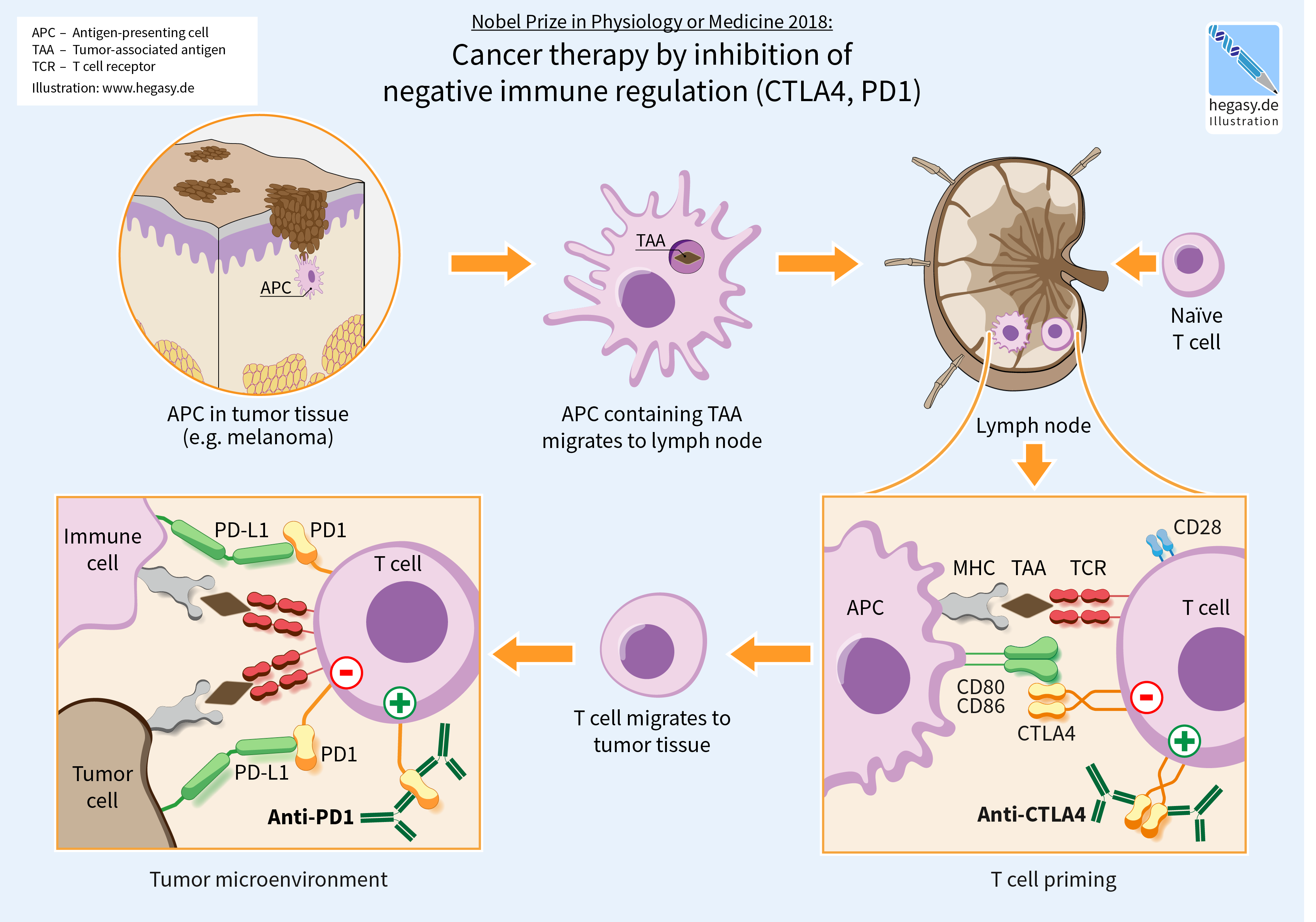
درمان سرطان با استفاده از مهار فرایند تنظیم منفی دستگاه ایمنی (CTLA4, PD1)

وی با یکی از همکارانش به نام «پادمانی شارما» در مرکز سرطان ام.دی. اندرسون دانشگاه تگزاس ازدواج کرده‌است. مادرش را در سن ۱۱ سالگی به دلیل ابتلا به لنفوم و برادرش را در سال ۲۰۰۵ به‌دلیل ابتلا به سرطان پروستات از دست داد. او در یک گروه موسیقی جاز متشکل از ایمونولوژیست‌ها و سرطان‌شناس‌ها به نام «چک‌پوینتس» و همچنین یک گروه موسیقی محلی به نام «چک‌مِـیتز»، سازدهنی می‌نوازد.